# Prêmio Tok&Stok de Design Universitário
Prêmio Tok&Stok de Design Universitário é um concurso de design de produtos voltado para a decoração.
O prêmio tem o objetivo de promover o estudante universitário de design de produtos, arquitetura e urbanismo ou design de interiores, e estimular o desenvolvimento de produtos moveleiros adequados à realidade social, cultural e tecnológica.

## História
Em 2005 a Tok&Stok (loja de móveis), em parceria com 12 instituições educacionais paulistas que oferecem curso superior de desenho industrial, inseriu na disciplina de Projeto de Produto, palestras e exercícios voltados exclusivamente para orientar os participantes do concurso. Dessa maneira, a empresa mantém a ideia de incentivar a produção acadêmica, aproximando-a do mercado. Os critérios para seleção dos trabalhos são: design inovador e facilidade para montar e desmontar.

## Vencedores
| Ano  | Aluno                  | Orientador                    | Instituição                            | Estado            | Projeto              | Tema             |
| ---- | ---------------------- | ----------------------------- | -------------------------------------- | ----------------- | -------------------- | ---------------- |
| 2006 | Marília Cichini Simões |                               | Centro Universitário Belas Artes-SP    | São Paulo         | Armário Funtoches    | "Guardar"        |
| 2007 | Letícia Veloso Barros  | Maria Sanglard                | Universidade do Estado de Minas Gerais | Minas Gerais      | Pufe Mexeriqueira    | "Sentar"         |
| 2008 | André Cepollina        | Edison Barone                 | Fundação Armando Álvares Penteado      | São Paulo         | Rolling Escrivaninha | "Estudar"        |
| 2009 | Tamara Barbian         | Suzana Vielitz de Oliveira    | Centro Universitário Feevale           | Rio Grande do Sul | Circo dos Sonhos     | "Descansar"      |
| 2010 | Aline Karlovic Burgos  | Milton Francisco Junior       | Fundação Armando Álvares Penteado      | São Paulo         | Kid's Block          | "Empilhar"       |
| 2011 | Felipe Estevan Ribeiro | Tomás Queiróz Ferreira Barata | Unesp                                  | São Paulo         | Cubo Totem           | "Multifuncional" |